# Eria occidentalis
Eria occidentalis är en orkidéart som beskrevs av Gunnar Seidenfaden. Eria occidentalis ingår i släktet Eria och familjen orkidéer.
Artens utbredningsområde är Uttaranchal. Inga underarter finns listade i Catalogue of Life.